# Hemicordulia eduardi
Hemicordulia eduardi är en trollsländeart som beskrevs av Maurits Anne Lieftinck 1953. Hemicordulia eduardi ingår i släktet Hemicordulia och familjen skimmertrollsländor. Inga underarter finns listade i Catalogue of Life.